# Olios kiranae
Olios kiranae är en spindelart som beskrevs av Sethi och Benoy Krishna Tikader 1988. Olios kiranae ingår i släktet Olios och familjen jättekrabbspindlar. Inga underarter finns listade i Catalogue of Life.